# Dabaiba
Una dabaiba es un ser fantástico de la mitología chorotega. Se trata de una cámac (bruja) que habita dentro de un volcán. Es descrita como una mujer hermosa en algunas versiones, vieja y arrugada en otras, que tiene los ojos rojos encendidos, echando fuego, y puntiagudos dientes como los de un jaguar.
El volcán Rincón de la Vieja, en la Cordillera de Guanacaste, Costa Rica, lleva este nombre por una leyenda que dice que en su interior habitaba una dabaida, la cual obligaba a los aborígenes de Nicoya a entregarle ofrendas en hermosas piezas de cerámica. La leyenda cuenta que un sacerdote venido de Nicaragua en tiempos de la guerra del 56 le echó una maldición y que la bruja sigue allí, ahogándose en el barro caliente de las fumarolas que caracterizan a este volcán.